# Hepbacher-Leimbacher Ried
Das Hepbacher-Leimbacher Ried ist ein mit Verordnung vom 7. Dezember 1983 des Regierungspräsidiums Tübingen ausgewiesenes Naturschutzgebiet (NSG-Nummer 4.114) mit anschließendem Landschaftsschutzgebiet (LSG-Nummer 4.35.033) auf dem Gebiet der Städte Friedrichshafen und Markdorf sowie der Gemeinde Oberteuringen im baden-württembergischen Bodenseekreis in Deutschland. Das Ried ist Quellgebiet der Brunnisach.

## Lage
Das rund 46 Hektar große Naturschutzgebiet Hepbacher-Leimbacher Ried mit dem anschließenden 67 Hektar großen Landschaftsschutzgebiet (zwei Teilgebiete) liegt östlich von Riedheim, südlich der Markdorfer Ortsteile Hepbach und Leimbach, nordwestlich von Oberteuringen, nördlich von Raderach und nordöstlich von Kluftern auf einer Höhe von 444 m ü. NN.
Innerhalb der Flurkarten wird das Gebiet mit den Gewannen Großes Ried (Raderach), Hepbacher Ried (Riedheim), Hinterried (Kluftern), Leimbacher Ried (Riedheim), Oberried (Riedheim), Ried (Friedrichshafen, Kluftern) und Unteres Ried (Oberteuringen) bezeichnet.
Das eigentliche Schutzgebiet stellt keine zusammenhängende Fläche dar. Nördlich der Kreisstraße 7742 befindet sich auf Markdorfer Gemarkung der eigentliche und namensgebende Kernbereich. Das Untere Ried mit seinen bis zu fast zehn Metern mächtigen Torflagen liegt getrennt davon. Südlich der K 7742 liegen auf Friedrichshafener Gebiet noch zwei Bereiche: einer bei den zwei Raderacher Weihern und zwischen den Drumlins Mittelberg und Hugenloh noch ein kleines ehemaliges Torfstich-Areal.

## Schutzzweck
Das Naturschutzgebiet dient der Erhaltung von Resten des ehemals großen Niedermoorkomplexes Hepbacher und Leimbacher Ried sowie Unterried und Großes Ried mit seinen Schilfbereichen, den Streuwiesenresten und Hochstaudenrieden sowie den verlandenden Weihern als naturnaher Brut, Rast und Nahrungsraum für viele seltene, zum Teil vom Aussterben bedrohte Tierarten, darüber hinaus als Standort einer vielfältigen und artenreichen, typischen Niedermoorflora. Das Landschaftsschutzgebiet dient der Vermeidung nachteiliger Einflüsse auf das Naturschutzgebiet durch störende oder den Naturhaushalt beeinträchtigende Veränderungen der Umgebung. Um ein Verbuschen und die damit einhergehende Wiederbewaldung zu verhindern, wird das Gelände mit einer kleinen Herde aus Heckrindern beweidet.

## Flora und Fauna

### Flora
Aus der schützenswerten Flora sind folgende Pflanzenarten (Auswahl) zu nennen:
- Birkengewächse
  - Strauch-Birke (Betula humilis), auch „Niedrige Birke“ genannt
- Froschlöffelgewächse
  - Gewöhnlicher Froschlöffel (Alisma plantago-aquatica)
- Laichkrautgewächse
  - Schwimmendes Laichkraut (Potamogeton natans)
  - Spitzblättriges Laichkraut (Potamogeton acutifolius)
- Mohngewächse
  - Klatschmohn (Papaver rhoeas), im Volksmund auch „Mohnblume“ oder „Klatschrose“
- Nelkengewächse
  - Dianthus superbus  (Prachtnelke)
- Orchideen
  - Sumpf-Stendelwurz (Epipactis palustris), auch als „Weiße Sumpfwurz“, „Echte Sumpfwurz“ oder „Sumpf-Sitter“ bekannt
  - Wohlriechende Händelwurz (Gymnadenia odoratissima) (ob noch?)
  - Kleines Knabenkraut  (Orchis morio)
- Raublattgewächse
  - Acker-Vergissmeinnicht (Myosotis arvensis)
- Rohrkolbengewächse
  - Breitblättriger Rohrkolben (Typha latifolia)
- Rosengewächse
  - Großer Wiesenknopf (Sanguisorba officinalis)
  - Echtes Mädesüß (Filipendula ulmaria)
- Sauergrasgewächse
  - Breitblättriges Wollgras (Eriophorum latifolium)
- Schwertliliengewächse
  - Sumpf-Schwertlilie (Iris pseudacorus) auch „Gelbe Schwertlilie“
- Seerosengewächse
  - Weiße Seerose (Nymphaea alba)

### Fauna
Im Hepbacher-Leimbacher Ried sind bisher vierzig Libellen-, 36 Tagfalter-, 228 Nachtfalter-, 71 Brutvogel- sowie 58 Nahrungs- und Rastvogelarten nachgewiesen. Aus der schützenswerten bzw. beobachteten Fauna sind folgende Tierarten (Auswahl) zu nennen:
- Amphibien
  - Echte Frösche
    - Grasfrosch (Rana temporaria), auch „Taufrosch“ und „Märzfrosch“
    - Teichfrosch (Pelophylax "esculentus" oder Rana "esculenta"), ungenauer auch „Wasserfrosch“ genannt

  - Echte Salamander
    - Bergmolch oder „Alpenmolch“ (Ichthyosaura alpestris)
    - Nördlicher Kammmolch (Triturus cristatus) – im deutschen Sprachraum in der Regel einfach als „Kammmolch“ bezeichnet
    - Teichmolch (Lissotriton vulgaris)

  - Kröten
    - Erdkröte (Bufo bufo)

  - Laubfrösche
    - Europäischer Laubfrosch (Hyla arborea)

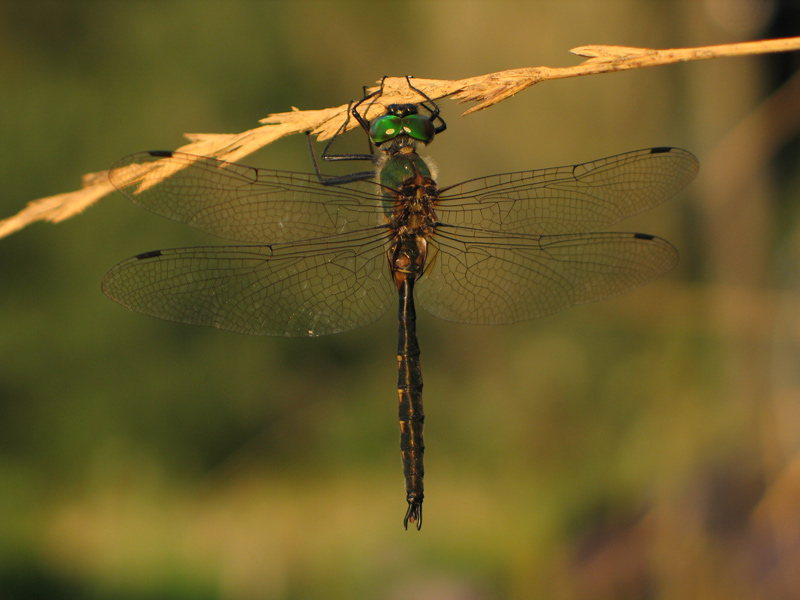
Gefleckte Smaragdlibelle (Somatochlora flavomaculata)
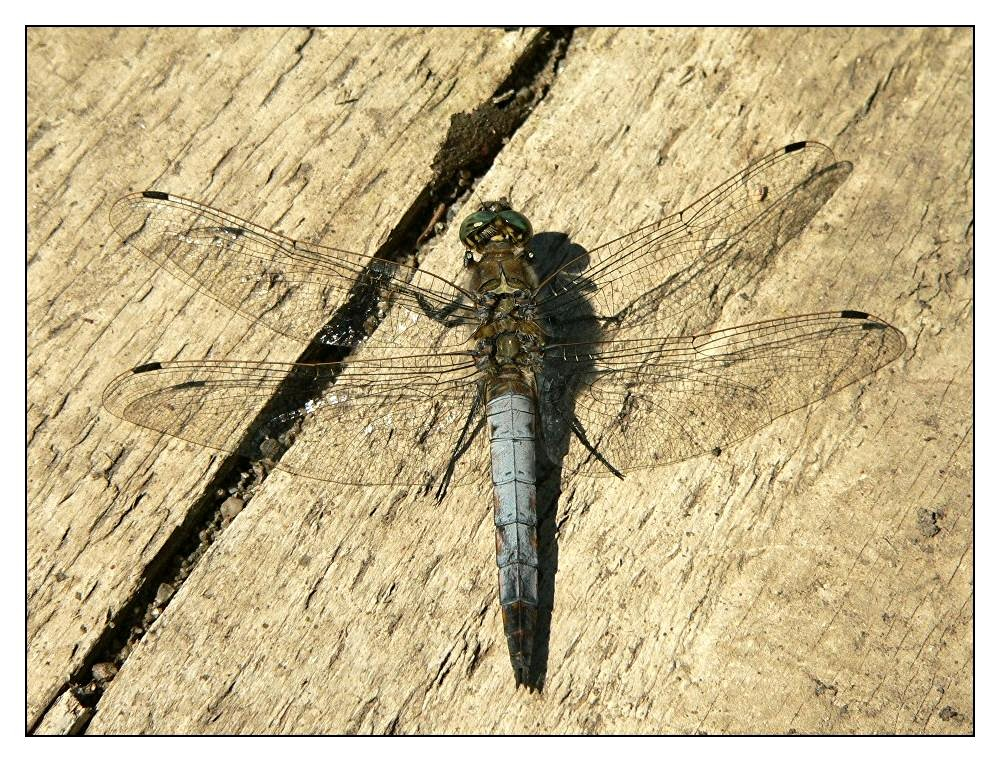
Großer Blaupfeil (Orthetrum cancellatum)
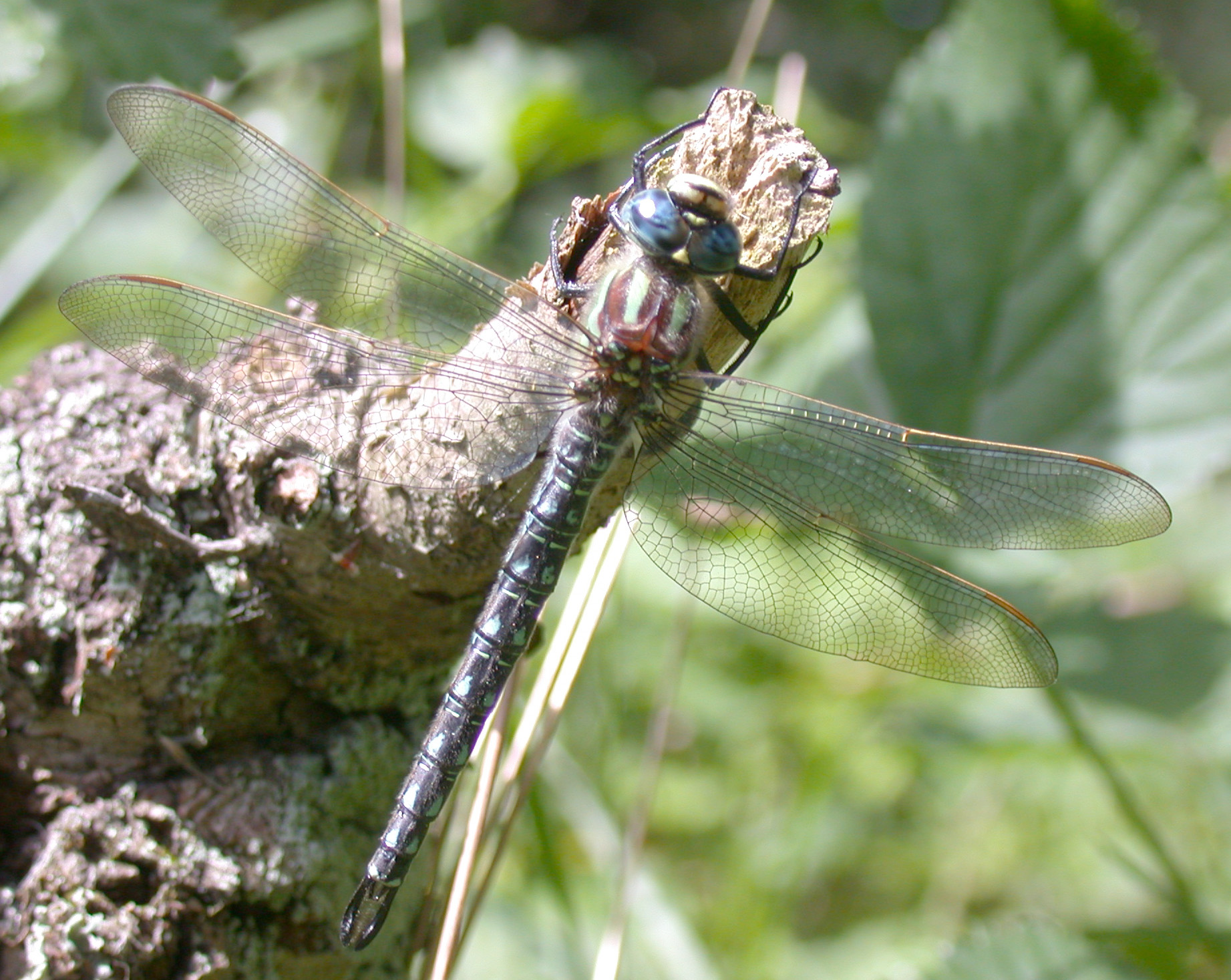
Früher Schilfjäger (Brachytron pratense)
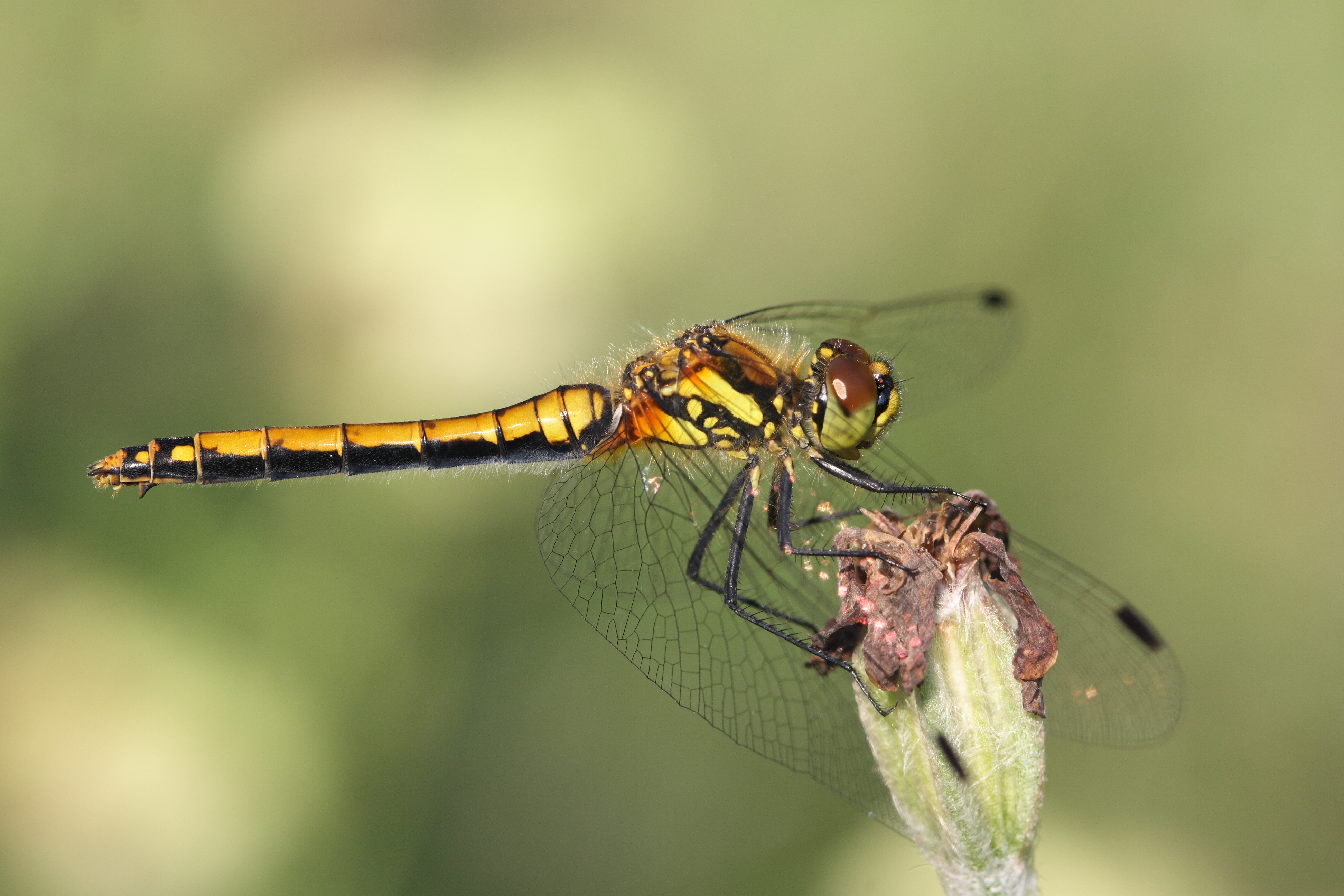
Schwarze Heidelibelle (Sympetrum danae)
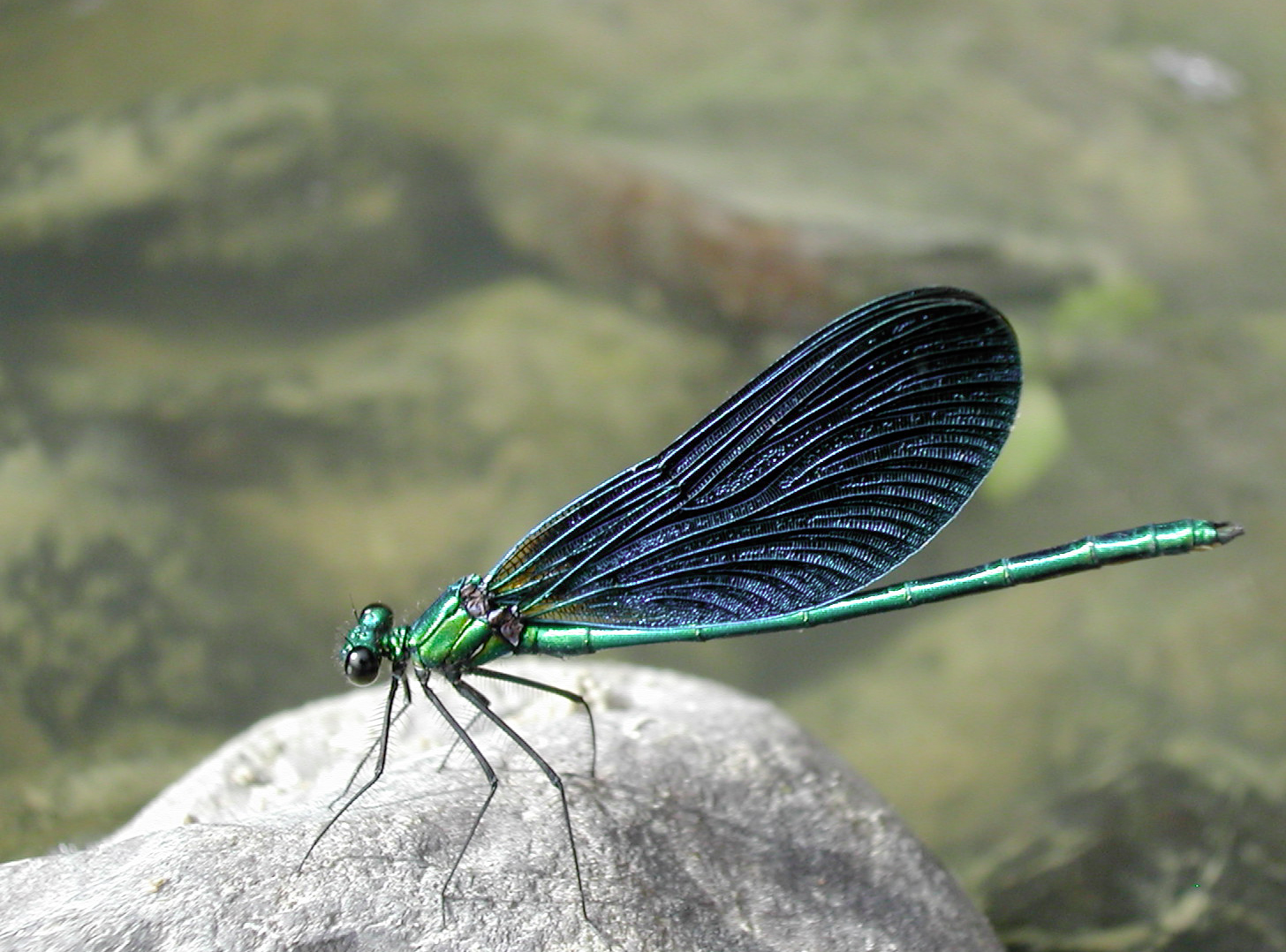
Blauflügel-Prachtlibelle (Calopteryx virgo)

- Insekten
  - Kurzfühlerschrecken
    - Feldheuschrecken
      - Lauchschrecke (Mecostethus parapleurus)
      - Sumpfschrecke (Stethophyma grossum)
      - Sumpfgrashüpfer (Pseudochorthippus montanus)

  - Libellen
    - Edellibellen
      - Blaugrüne Mosaikjungfer (Aeshna cyanea)
      - Braune Mosaikjungfer (Aeshna grandis)
      - Früher Schilfjäger (Brachytron pratense)
      - Große Königslibelle (Anax imperator)
      - Herbst-Mosaikjungfer (Aeshna mixta)
      - Schabrackenlibelle (Anax ephippiger), auch „Schabracken-Königslibelle“

    - Falkenlibellen
      - Falkenlibelle oder „Gemeine Smaragdlibelle“ (Cordulia aenea)
      - Gefleckte Smaragdlibelle (Somatochlora flavomaculata)
      - Glänzende Smaragdlibelle (Somatochlora metallica)

    - Federlibellen
      - Blaue Federlibelle (Platycnemis pennipes), früher auch häufig als „Gemeine Federlibelle“ bezeichnet

    - Prachtlibellen
      - Blauflügel-Prachtlibelle (Calopteryx virgo)
      - Gebänderte Prachtlibelle (Calopteryx splendens)

    - Schlanklibellen
      - Fledermaus-Azurjungfer (Coenagrion pulchellum)
      - Frühe Adonislibelle oder „Frühe Adonisjungfer“ (Pyrrhosoma nymphula)
      - Gemeine Becherjungfer (Enallagma cyathigerum), früher auch als „Becher-Azurjungfer“ bezeichnet
      - Große Pechlibelle (Ischnura elegans)
      - Großes Granatauge (Erythromma najas)
      - Helm-Azurjungfer (Coenagrion mercuriale)
      - Hufeisen-Azurjungfer (Coenagrion puella)
      - Kleine Pechlibelle (Ischnura pumilio)
      - Kleines Granatauge (Erythromma viridulum)

    - Segellibellen
      - Blutrote Heidelibelle (Sympetrum sanguineum)
      - Feuerlibelle (Crocothemis erythraea)
      - Gebänderte Heidelibelle (Sympetrum pedemontanum)
      - Gefleckte Heidelibelle (Sympetrum flaveolum)
      - Gemeine Heidelibelle (Sympetrum vulgatum)
      - Große Heidelibelle (Sympetrum striolatum)
      - Große Moosjungfer (Leucorrhinia pectoralis), nur Einzelbeobachtungen, nicht bodenständig
      - Großer Blaupfeil (Orthetrum cancellatum), die größte Libellenart der Gattung Orthetrum
      - Kleine Moosjungfer (Leucorrhinia dubia), nur Einzelbeobachtungen, nicht bodenständig
      - Kleiner Blaupfeil (Orthetrum coerulescens)
      - Plattbauch (Libellula depressa)
      - Schwarze Heidelibelle (Sympetrum danae)
      - Südlicher Blaupfeil (Orthetrum brunneum)
      - Sumpf-Heidelibelle (Sympetrum depressiusculum)
      - Vierfleck (Libellula quadrimaculata)

    - Teichjungfern
      - Gemeine Binsenjungfer (Lestes sponsa)
      - Gemeine Winterlibelle (Sympecma fusca)
      - Südliche Binsenjungfer (Lestes barbarus)
      - Weidenjungfer oder auch „Gemeine Weidenjungfer“ (Chalcolestes viridis)

  - Schmetterlinge
    - Edelfalter
      - Brauner Waldvogel (Aphantopus hyperantus)
      - Großer Schillerfalter (Apatura iris)
      - Kaisermantel (Argynnis paphia)

- Reptilien
  - Ringelnatter (Natrix natrix)
- Säugetiere
  - Feldhase (Lepus europaeus), ein Vertreter der Familie der Hasen
  - Hermelin (Mustela erminea) oder Großes Wiesel, ist eine Raubtierart aus der Familie der Marder
  - Reh (Capreolus capreolus), die in Mitteleuropa häufigste vertretene Art der Familie der Hirsche
  - Rotfuchs (Vulpes vulpes), die in Mitteleuropa einzige vertretene Art der Füchse aus der Familie der Hunde
  - Siebenschläfer (Glis glis), ein nachtaktives Nagetier aus der Familie der Bilche
  - Zwergfledermaus (Pipistrellus pipistrellus), eine Art aus der Familie der Glattnasen
- Spinnentiere
  - Echte Radnetzspinnen
    - Wespenspinne (Argiope bruennichi), auch Zebra-, Tiger- oder Seidenbandspinne genannt

- Vögel
  - Ammern
    - Goldammer (Emberiza citrinella)

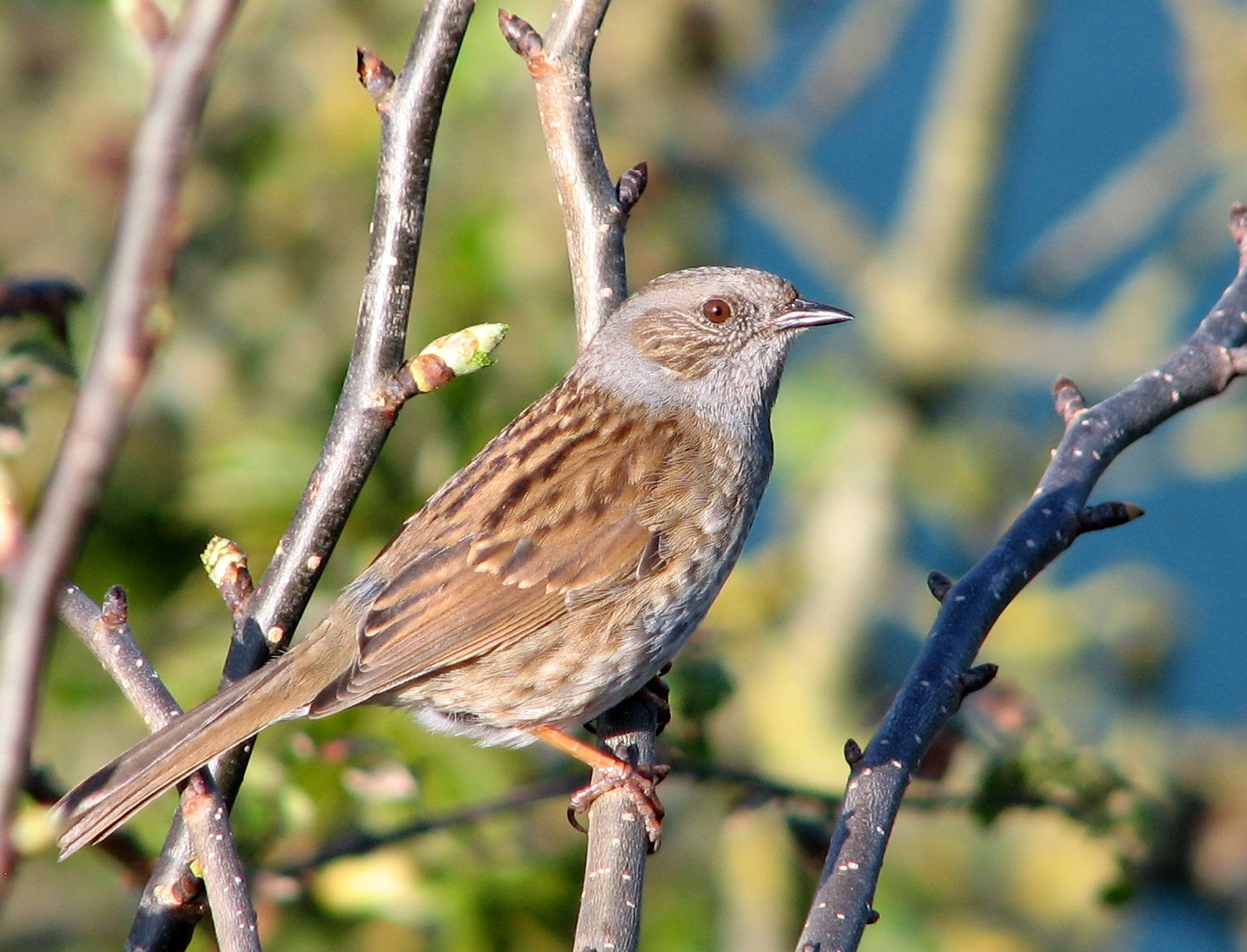
Heckenbraunelle

    - Rohrammer, auch Rohrspatz, (Emberiza schoeniclus)

  - Braunellen
    - Heckenbraunelle, (Prunella modularis)

  - Eisvögel
    - Eisvogel (Alcedo atthis), die einzige in Mitteleuropa vorkommende Art dieser Familie

  - Entenvögel
    - Kolbenente (Netta rufina)
    - Schnatterente (Anas strepera), in älterer Literatur auch „Mittelente“ oder „Knarrente“ genannt
    - Stockente (Anas platyrhynchos), in älterer Literatur auch als „Märzente“ bezeichnet

  - Falkenartige
    - Turmfalke (Falco tinnunculus)

  - Fliegenschnäpper
    - Braunkehlchen (Saxicola rubetra)
    - Rotkehlchen (Erithacus rubecula)

  - Finken
    - Gimpel (Pyrrhula pyrrhula), auch „Dompfaff“ oder „Blutfink“ genannt
    - Grünling (Carduelis chloris) oder „Grünfink“

  - Grasmückenartige
    - Dorngrasmücke (Sylvia communis)
    - Feldschwirl (Locustella naevia)
    - Mönchsgrasmücke (Sylvia atricapilla)
    - Zilpzalp (Phylloscopus collybita) oder „Weidenlaubsänger“

  - Habichtartige
    - Schwarzmilan (Milvus migrans)

  - Kuckucke
    - Kuckuck (Cuculus canorus)

  - Rabenvögel
    - Aaskrähe (Corvus corone), auch Rabenkrähe
    - Eichelhäher (Garrulus glandarius)

  - Rallenvögel
    - Teichralle (Gallinula chloropus), häufig auch „Teichhuhn“ genannt

  - Regenpfeifer
    - Kiebitz (Vanellus vanellus)

  - Reiher
    - Graureiher (Ardea cinerea), umgangssprachlich auch Fischreiher genannt

  - Schnepfenvögel
    - Bekassine (Gallinago gallinago)
    - Waldwasserläufer (Tringa ochropus)

  - Spechte
    - Schwarzspecht (Dryocopus martius)

  - Stelzen und Pieper
    - Wiesenpieper (Anthus pratensis)

  - Störche
    - Weißstorch (Ciconia ciconia)

  - Tauben
    - Hohltaube (Columba oenas)

  - Würger
    - Neuntöter oder „Rotrückenwürger“ (Lanius collurio)

## Projekte

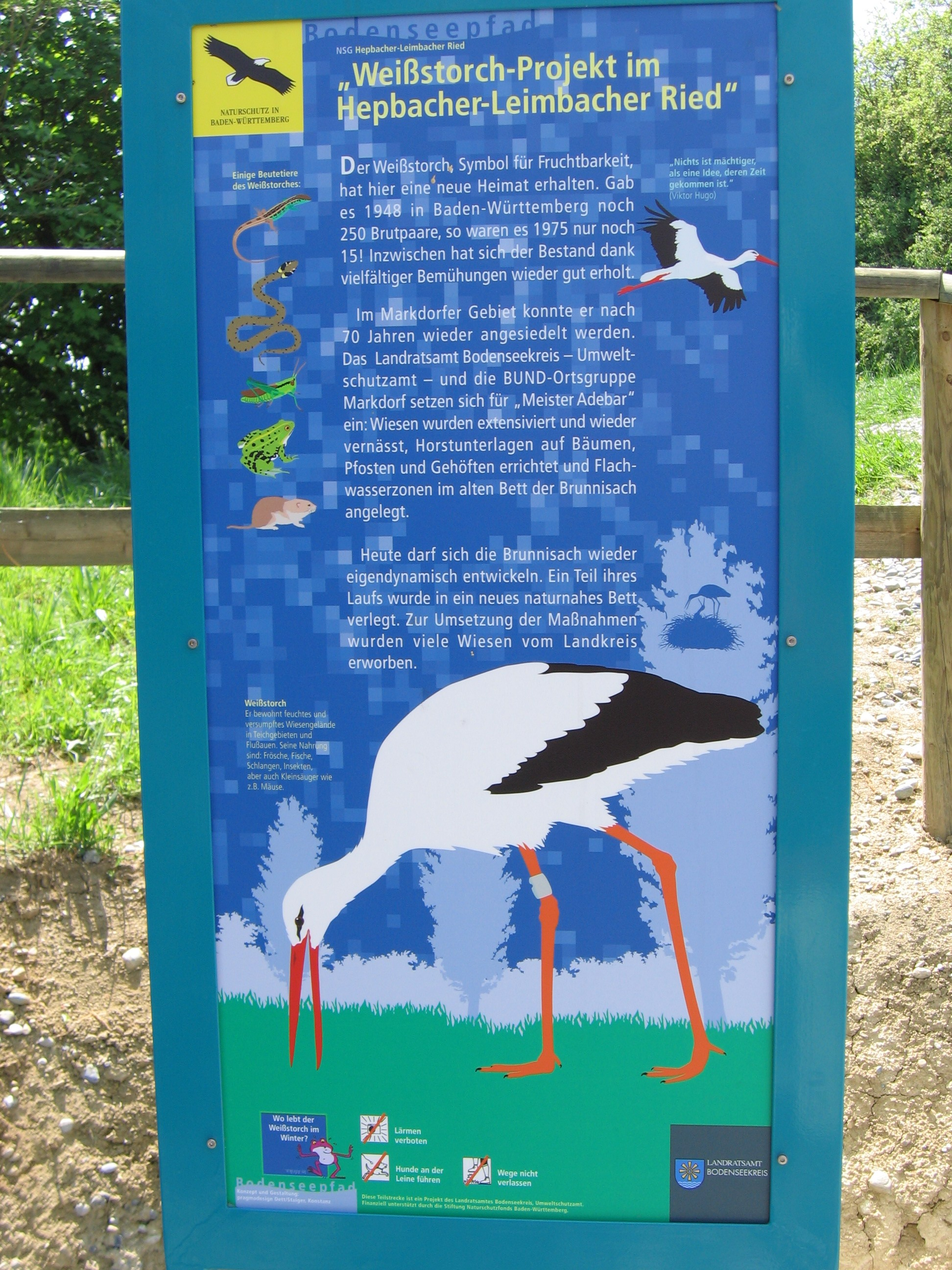
Bodenseepfad-Infotafel „Weißstorch-Projekt“

Im Sommer 2001 wurde bei den Hutwiesen eine Beobachtungshütte gebaut. Informationstafeln erläutern zum Beispiel das Weißstorch-Projekt, den Naturschutz mit internationalen Freunden, die Maßnahmen des Interreg IIIA-Projekts und beschreiben die hier angesiedelten Heckrinder.

## Wanderwege
Innerhalb des Rieds sind als Teile des Bodenseepfads zwei Wanderwege ausgeschildert: der „Naturlehrpfad Hepbacher-Leimbacher Ried“ mit einer Länge von vier Kilometern und der „Rundweg Hepbacher-Leimbacher Ried“ (zehn Kilometer) sind einheitlich ausgeschildert und vermitteln dem Besucher an rund fünfzehn Stationen Informationen zur Geologie, Geschichte, Tier- und Pflanzenwelt sowie der Nutzung des Rieds. So besteht zum Beispiel an der Station „Mülldeponie Weiherberg“ die Möglichkeit mittels einer über das Abfallwirtschaftsamt buchbaren Führung Einblick in die moderne Abfallbeseitigung zu erlangen.

### Jubiläumsweg Bodenseekreis
Am Ried entlang verläuft parallel zum Oberschwäbischen Jakobsweg die dritte Etappe des Jubiläumswegs Bodenseekreis, ein 111 Kilometer langer Wanderweg, der 1998 zum 25-jährigen Bestehen des Bodenseekreises ausgeschildert wurde. Er führt über sechs Etappen durch das Hinterland des Bodensees von Kressbronn über Neukirch, Meckenbeuren, Markdorf, Heiligenberg und Owingen nach Überlingen.